# 冉万祥
冉万祥（1963年9月—），甘肃会宁人。中华人民共和国政治人物。1985年6月加入中国共产党，1985年8月参加工作，中国人民大学农业经济专业毕业，大学学历，经济学学士学位。曾任中共中央统战部秘书长，中共河北省委常委、统战部部长等职，现任河北省政协副主席。

## 生平
冉万祥为会宁县掌里乡人，大学毕业后分配到中共甘肃省委农工部任干事，后任职于中共甘肃省委政策研究室，历任干事、农村处主任科员、综合处助理调研员、综合处副处长、农村处处长等职。2001年6月，任中共甘肃省委办公厅副主任，2004年12月，任中共甘肃省委副秘书长，次年3月兼任省委政策研究室主任。2009年3月，任中共临夏回族自治州委书记。2012年8月，出任甘肃省人民政府副省长。2014年1月任甘肃省委常委、统战部长。2015年4月，任中共中央统战部副部长，次月接替唐显凯兼任中共中央统战部秘书长。2018年1月，当选第十三届全国政协委员。8月，调任中共河北省委常委、统战部部长。2021年11月，不再担任河北省委常委、统战部长职务。12月，任河北省政协党组副书记。2022年1月，当选政协河北省第十二届委员会副主席。